# Hunga Tonga-Hunga Ha'apai
Hunga Tonga-Hunga Ha'apai was een vulkanisch eiland in Tonga van 2009 tot 2022, ongeveer 30 kilometer ten zuiden van de onderzeese vulkaan Fonuafo'ou en 65 kilometer ten noorden van Tongatapu, het belangrijkste eiland van het land. Door een vulkaanuitbarsting waren de twee eilanden Hunga Tonga en Hunga Ha'apai in 2009 samengesmolten maar een meer explosieve uitbarsting in 2022
scheidde de eilanden en verkleinde ze. De vulkaan maakt deel uit van de zeer actieve vulkanische boog van de Kermadeceilanden, een subductiezone die zich uitstrekt van Nieuw-Zeeland noordnoordoost naar Fiji. Het eiland ligt ongeveer 100 kilometer boven een zeer actieve seismische zone. De eilandboog werd gevormd op de convergente plaatgrens waar de Pacifische Plaat onder de Indo-Australische Plaat schuift.

## Vulkaan en caldeira
De vulkaan zelf is een onderzeese vulkaan die in 2009 de zeespiegel doorbrak als gevolg van een vulkaanuitbarsting en onder water ligt tussen twee eilanden, Hunga Tonga en Hunga Ha'apai, die respectievelijk de overblijfselen zijn van de westelijke en noordelijke rand van de caldeira van de vulkaan. De caldeira ligt ongeveer 150 meter onder zeeniveau en stijgt 200 meter vanaf de zeebodem. De twee eilanden (een deel van de Ha'apai-eilandengroep) lagen ongeveer 1,6 kilometer uit elkaar en elk was ongeveer 2 kilometer lang en bestond grotendeels uit andesiet van het basalttype. Hunga Tonga bereikte een hoogte van 149 meter, terwijl Hunga Ha'apai slechts 128 meter boven zeeniveau kwam. Geen van beide eilanden is groot: Hunga Tonga was ongeveer 390.000 m² en Hunga Ha'apai 650.000 m² groot voordat ze werden aangesloten. Ze zijn veel kleiner na de uitbarsting van 2022. Geen van beide eilanden is ontwikkeld vanwege het ontbreken van een acceptabele ankerplaats, hoewel er op elk eiland grote guano-afzettingen waren.

## Vulkaanuitbarsting december 2021 - januari 2022

Uitbarsting op 15 januari 2022, gezien vanaf de GOES-17 geostationaire weersatelliet boven de evenaar op 137,2 ° westerlengtegraad.

Op 20 december 2021 barstte de vulkaan opnieuw uit, waardoor een grote pluim ontstond die vanaf Nuku'alofa zichtbaar was. Explosies waren te horen tot 170 kilometer verderop. De eerste uitbarsting duurde tot 21 december om 02.00 uur. De activiteit ging door en op 25 december toonden satellietbeelden dat het eiland in omvang was toegenomen.
De vulkanische activiteit nam af op 5 januari 2022 voordat ze opnieuw begon op 13 januari nadat de vulkaan een aswolk van 17 kilometer de atmosfeer instuurde. De regering gaf vervolgens een tsunamiwaarschuwing. Op 15 januari barstte de vulkaan opnieuw hevig uit en deze uitbarsting was ongeveer zeven keer krachtiger dan die van 20 december 2021. Er waren talloze meldingen van luide knallen in Tonga en andere landen, zoals Fiji en zelfs in Nieuw-Zeeland en Australië. Zeven uur na de uitbarsting was er een knal te horen in Alaska, wat betekende dat de geluidsgolf 830 mijl/uur reisde. In de buurt van de uitbarsting beschadigde de explosie eigendommen en verbrijzelde ramen. Even na 17u30 werd een nieuwe tsunamiwaarschuwing gegeven door de Tonga Meteorological Services en de door de tsunami overstroomde kustgebieden in Tonga. Een 1,2 meter hoge tsunami werd waargenomen in Nuku'alofa, Tonga en een 0,61 meter hoge in Amerikaans-Samoa. Twee mensen werden gedood in Peru en twee vissers raakten gewond in San Gregorio, Californië.
Op 16 januari werd gemeld dat radaronderzoeken voor en na de uitbarsting aantonen dat het grootste deel van het eiland werd vernietigd. Slechts kleine delen van Hunga Tonga en Hunga Ha'apai blijven over.